# Liste der Bodendenkmäler in Trappstadt
Auf dieser Seite sind die Bodendenkmäler in dem oberfränkischen Markt Trappstadt zusammengestellt. Diese Tabelle ist eine Teilliste der Liste der Bodendenkmäler in Bayern. Grundlage ist die Bayerische Denkmalliste, die auf Basis des Bayerischen Denkmalschutzgesetzes vom 1. Oktober 1973 erstmals erstellt wurde und seither durch das Bayerische Landesamt für Denkmalpflege geführt wird. Die folgenden Angaben ersetzen nicht die rechtsverbindliche Auskunft der Denkmalschutzbehörde.

## Bodendenkmäler in Trappstadt
| Lage       | Objekt | Akten-Nr.     | Bild |
| ---------- | --- | ------------- | ---- |
| (Standort) | Höhensiedlung vorgeschichtlicher Zeitstellung und wohl frühmittelalterliche Abschnittsbefestigung „Altenburg“. | D-6-5629-0008 |      |
| (Standort) | Archäologische Befunde des Mittelalters und der frühen Neuzeit im Bereich der katholischen Pfarrkirche St. Burkard von Trappstadt mit ehemals befestigtem Kirchhof.                                                          | D-6-5629-0023 |      |
| (Standort) | Archäologische Befunde des Mittelalters und der frühen Neuzeit im Bereich des frühneuzeitlichen „Alten Schlosses“ in Trappstadt.                                                                                             | D-6-5629-0024 |      |
| (Standort) | Siedlung der Hallstattzeit. | D-6-5729-0021 |      |
| (Standort) | Siedlung der Linearbandkeramik und des Mittelneolithikums. | D-6-5729-0023 |      |
| (Standort) | Abschnitte einer spätmittelalterlichen bis frühneuzeitlichen Landwehr. | D-6-5729-0025 |      |
| (Standort) | Archäologische Befunde des Mittelalters und der frühen Neuzeit im Bereich der katholischen Pfarrkirche St. Kilian von Alsleben mit Kirchgaden.                                                                               | D-6-5729-0061 |      |
| (Standort) | Archäologische Befunde des Mittelalters und der frühen Neuzeit im Bereich der katholischen Kapelle Hl. Kreuz in Alsleben. | D-6-5729-0062 |      |
| (Standort) | Archäologische Befunde des Mittelalters und der frühen Neuzeit, darunter solche von Vorgängerbauten, im Bereich der 1875 durch Blitzeinschlag geschädigten, 1876 wiedererrichteten Wallfahrtskirche St. Ursula bei Alsleben. | D-6-5729-0063 |      |